# クライム・ストーリー
『クライム・ストーリー』 (CRIME STORY) は、1986年9月18日から1988年5月10日に渡りアメリカで放映されたポリスドラマ。
日本では1992年10月2日からTBSで放映され、その後全国の地上波で放映され、スーパーチャンネル（現:スーパー!ドラマTV）でも放映された。

## 概要
1960年代、犯罪と暴力の渦巻く犯罪都市シカゴを舞台に、チンピラから犯罪組織を支配する若きボスにのし上がった冷酷非道な男レイ・ルカに敢然と立ち向かうマイク・トレロ警部率いるシカゴ警察犯罪特捜班との戦いをハイテンポな映像と音楽で描いたポリスドラマ。
製作は「特捜刑事マイアミ・バイス」で知られるマイケル・マン。主題歌はデル・シャノンが自身のヒット曲「悲しき街角」をセルフカバーしたものが使われた。

## 登場人物
マイク・トレロ (Mike Torrello)
演：デニス・ファリーナ (Dennis Farina)、吹替：銀河万丈
レイ・ルカ (Ray Luca)
演：アンソニー・ジョン・デニソン (Anthony John Denison)、吹替：石塚運昇
ポーリー・タグリア (Pauli Taglia)
演：ジョン・サントゥッチ (John Santucci)、吹替：茶風林
デビッド・エイブラムス (David Abrams)
演：スティーヴン・ラング (Stephen Lang)、吹替：大塚芳忠
ダニー・クライチャック (Danny Krychek)
演： ビル・スミトロヴィッチ (Bill Smitrovich)、吹替：秋元羊介
ジョーイ・インデリー (Joey Indelli)
演：ビル・キャンベル (Bill Campbell)、吹替：真地勇志
ウォルター・クレモンズ (Walter Clemmons)
演：ポール・バトラー (Paul Butler)、吹替：辻親八
ネイト・グロスマン (Nate Grossman)
演：スティーブ・ライアン (Steve Ryan)、吹替：堀之紀
フランク・ホールマン (Frank Holman)
演：テッド・レヴィン (Ted Levine)、吹替：立木文彦
マニー・ワイスボード (Manfred Weisbord)
演：ジョセフ・ワイズマン (Joseph Wiseman)、吹替：丸山詠二
コーリー・ルカ (Cori Luca)
演：ジョハン・カルロ (Johann Carlo)、吹替：小口久仁子、鈴木佳子
マックス・ゴールドマン (Max Goldman)
演：アンドリュー・ダイス・クレイ (Andrew Dice Clay)、吹替：藤原啓治　
ジュリー・トレロ(Julie Torrello)
演 : ダーラン・フリューゲル (Darlanne Fluegel)

## スタッフ
- 製作総指揮 - マイケル・マン
- 製作 - マイケル・マン プロダクションズ、ニュー・ワールド テレビジョン
- 放映 - 米国NBC

## 日本語版スタッフ
- 翻訳 - 野口尊子、杉田朋子
- 演出 - 加藤敏
- 調整 - 高久孝雄、阿部佳代子
- 効果 - リレーション
- 製作 - 東北新社